# Wassim Mukdad

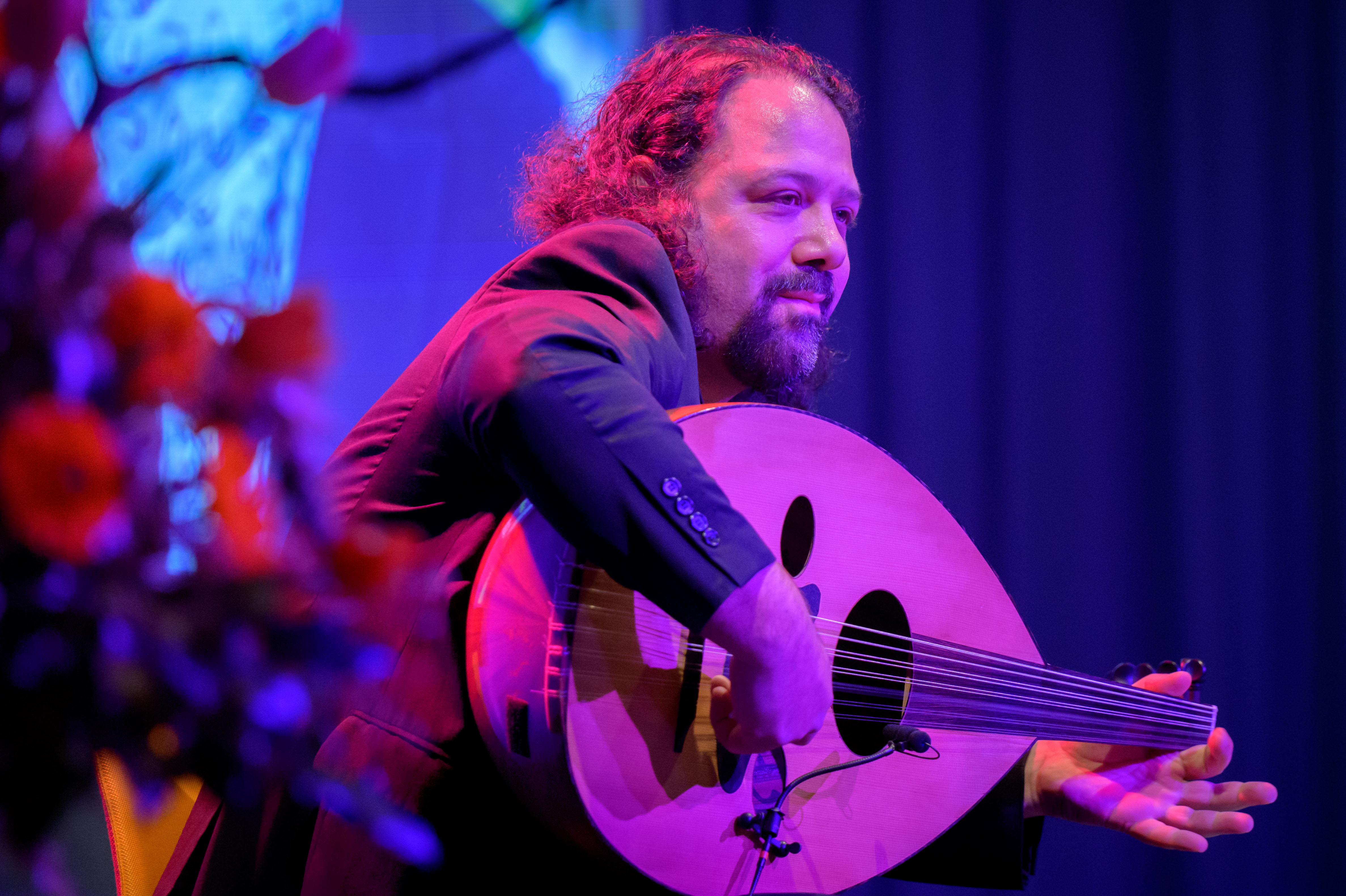
Wassim Mukdad (2023)

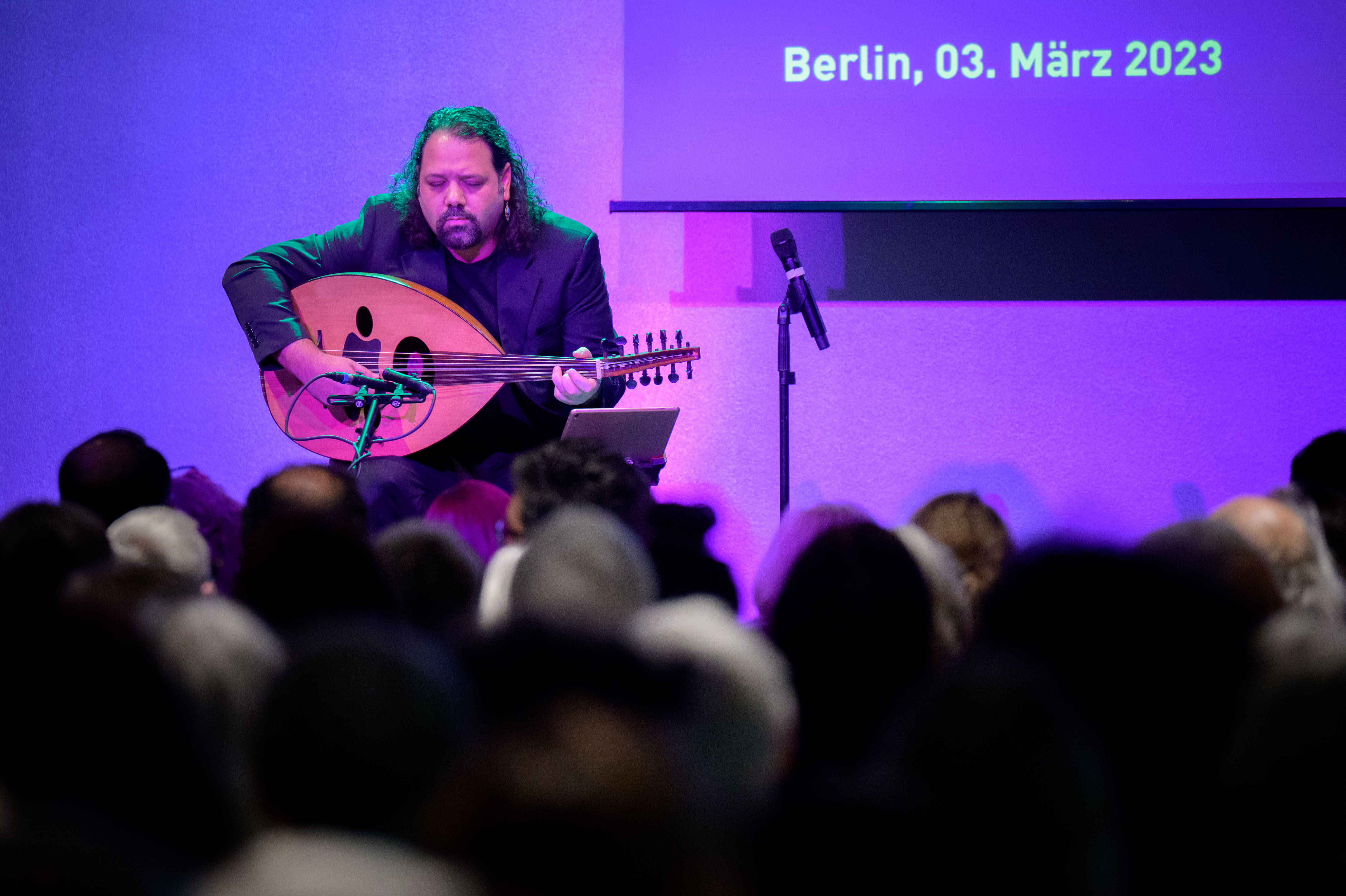
Wassim Mukdad (2023)

Wassim Mukdad, arabisch وسيم مقداد, DMG Wasīm Muqdād (* 13. April 1985 in Leipzig), ist ein deutscher Oud-Spieler, Musiker, Komponist und Menschenrechtsaktivist mit syrischen Wurzeln. Er lebt seit 2016 in Berlin.

## Musikalisches Wirken
Wassim Mukdad verbrachte die ersten vier Lebensjahre in seiner Geburtsstadt Leipzig und ging dann, in Zeiten der Wiedervereinigung, mit seiner Familie zurück nach Syrien. Dort begann er Oud zu spielen und studierte später Musik an der Hochschule für Musik in Damaskus unter der Leitung der renommierten Professoren Askar Alikbarov (Aserbaidschan), Isam Rafee und Mohammad Othman (Syrien).
Des Weiteren studierte Mukdad Medizin in Syrien und war später auch in einem Flüchtlingslager ehrenamtlich als Arzt tätig.
2014 flüchtete er aus Syrien und kam nach einem zweijährigen Aufenthalt in der Türkei 2016 in Berlin an, wo er bis heute lebt und arbeitet.
Er wirkt regelmäßig als Bühnenmusiker und Schauspieler bei Theateraufführungen und Opern mit, so zum Beispiel am Maxim Gorki Theater, dem Deutschen Schauspielhaus Hamburg, der Komischen Oper Berlin oder der Neuköllner Oper.
Neben solistischen Projekten spielt er in zahlreichen Musikensembles und gibt regelmäßig Konzerte in Deutschland und international. Er spielt und komponiert für Ajam Quartett, ist Teil des Atlas Ensembles des preisgekrönten dänischen Jazzmusikers Kenneth Dahl Knudsen, spielt im Kayan Project, mit dem Trio Laulu und begleitet regelmäßig Preisverleihungen und andere Veranstaltungen. 2018–2019 kuratierte er gemeinsam mit Alaa Zouiten die populäre Konzertreihe Arab Song Jam in der Berliner Werkstatt der Kulturen.

## Bühne (Auswahl)
- Die Nacht von Lissabon (Maxim Gorki Theater)[9]
- Die Perlenfischer (Theater Nordhausen)[10]
- Reich des Todes (Schauspielhaus Hamburg)[11]
- Berlin Karl-Marx-Platz (Neuköllner Oper)[12]
- Die Bremer Stadtmusikanten (Komische Oper Berlin)[13]

## Diskographie
- Atlas II - Kenneth Dahl Knudsen's Atlas Ensemble (2025)[14]
- Atlas - Kenneth Dahl Knudsen's Atlas Ensemble (2022)[15]
- Echos & Blossoms - Ajam Quartett (2022)
- Migrating Tunes - Ajam Quartett (2022)
- In the Wake of Memories - Mukdad Rothenburg Lankow (2021)[16]
- Golden Songs - Trio Laulu (2020)

## Wirken als Aktivist
Wassim setzt sich mit seiner Musik und seinen musikalischen Projekten und auch außerhalb für Menschenrechte und Völkerverständigung ein. In Syrien beteiligte er sich ab 2011 an den Protesten gegen das Assad-Regime und wurde deshalb dreimal in Gefängnissen des Regimes festgesetzt, wo er Folter erfahren hat.  2014 verließ er das Land und floh nach Deutschland. Er war als Nebenkläger und Zeuge am sogenannten Al-Khatib-Prozess gegen Anwar Raslan beteiligt, der 2022  am Oberlandesgericht Koblenz wegen Verbrechen gegen die Menschlichkeit im Laufe seiner Tätigkeiten als Ermittlungschef der syrischen Geheimdienste schuldig gesprochen und zu lebenslanger Freiheitsstrafe verurteilt wurde.